# The Unknown
The Unknown, in Nederland uitgebracht onder de titels De man zonder handen en De man zonder armen, is een film uit 1927 onder regie van Tod Browning.
Joan Crawford vertelde ooit meer van Lon Chaney te hebben geleerd over het acteervak dan van wie dan ook. Menige critici zijn het er ook over eens dat Chaney het beste acteerspel gaf dat ooit gezien is in de geschiedenis van de cinema.

## Verhaal
Alonzo is een circusfreak zonder armen. Hij treedt dagelijks op met stunts waarbij hij enkel zijn benen en voeten gebruikt. Wat niemand weet is dat Alonzo eigenlijk een bedrieger en voortvluchtige is die stiekem nog allebei zijn armen heeft. Hij houdt deze gebonden aan zijn torso. Aan zijn rechterhand bezit hij twee duimen.
Tijdens zijn verblijf aan het circus wordt hij verliefd op Nanon, de dochter van de eigenaar van het circus. De lokale sterke man heeft echter ook een oogje op het meisje. Nanon kan er niet tegen als een man haar aanraakt en schrikt de sterke man af. Wel begint ze een vriendschap met Alonzo, van wie ze nog steeds denkt dat hij geen armen heeft.
Wanneer de eigenaar erachter komt dat Alonzo armen heeft, vermoordt Alonzo hem met zijn handen. Nanon is hier getuige van en hoewel ze het gezicht van de moordenaar niet ziet, ziet ze dat de moordenaar twee duimen heeft aan een hand. Omdat er wordt geloofd dat Alonzo geen armen heeft is hij dan ook geen verdachte.
Niet veel later trekken Alonzo en Nanon bij elkaar in. Alonzo beseft dat Nanon nooit van hem zal houden zolang hij nog zijn armen heeft. Hij doet alsof hij ziek is en verlaat het circus voor een korte periode. In die tijd bezoekt hij een chirurg en laat zijn armen weghalen. Ondertussen komt Nanon over haar fobie heen en laat zich aanraken door de sterke man. Ze worden al snel op elkaar verliefd.
Wanneer Alonzo zonder armen terugkeert, vertelt Nanon enthousiast over haar nieuwe relatie. Alonzo is gebroken en ontdekt dat de sterke man en Nanon een nieuwe act hebben waarbij de sterke man een gevaarlijke stunt doet. Hij besluit de sterke man te laten verongelukken tijdens zo een stunt. Wanneer hij dit doet, brengt hij echter ook Nanon in gevaar. Hij probeert haar te redden door haar weg te duwen, maar wordt nu zelf gedood door hetgeen waar Nanon aan zou omkomen.

## Rolverdeling
| Acteur        | Personage                          |
| ------------- | ---------------------------------- |
| Lon Chaney    | Alonzo the Armless                 |
| Norman Kerry  | Malabar the Mighty (De sterke man) |
| Joan Crawford | Nanon Zanzi                        |
| Nick De Ruiz  | Antonio Zanzi (Nanons vader)       |
| John George   | Cojo (Alonzo's assistent)          |
| Frank Lanning | Costra                             |